# Le tue mani sul mio corpo
Le tue mani sul mio corpo è un film del 1970 diretto da Brunello Rondi.

## Trama
Un giovane fannullone diventa oggetto delle attenzioni dell'avvenente nuova moglie del padre, mentre lui è interessato alla di lei miglior amica. 